# Los Charabones
Barrio Los Charabones o Loteo Los Charabones es una localidad argentina ubicada en la colonia Alto Montecaseros, distrito Montecaseros del Departamento San Martín, Provincia de Mendoza. Se encuentra 13 km al este de la cabecera distrital, prácticamente lindante con la zona desértica del este y norte del departamento.
Cuenta con una escuela que a 2008 estaba en pésimas condiciones edilicias, y a la cual asisten casi 200 niños. En 2004 un grupo español hizo una importante inversión para la implantación de viñedos.